# بازمانده (زیست‌شناسی)

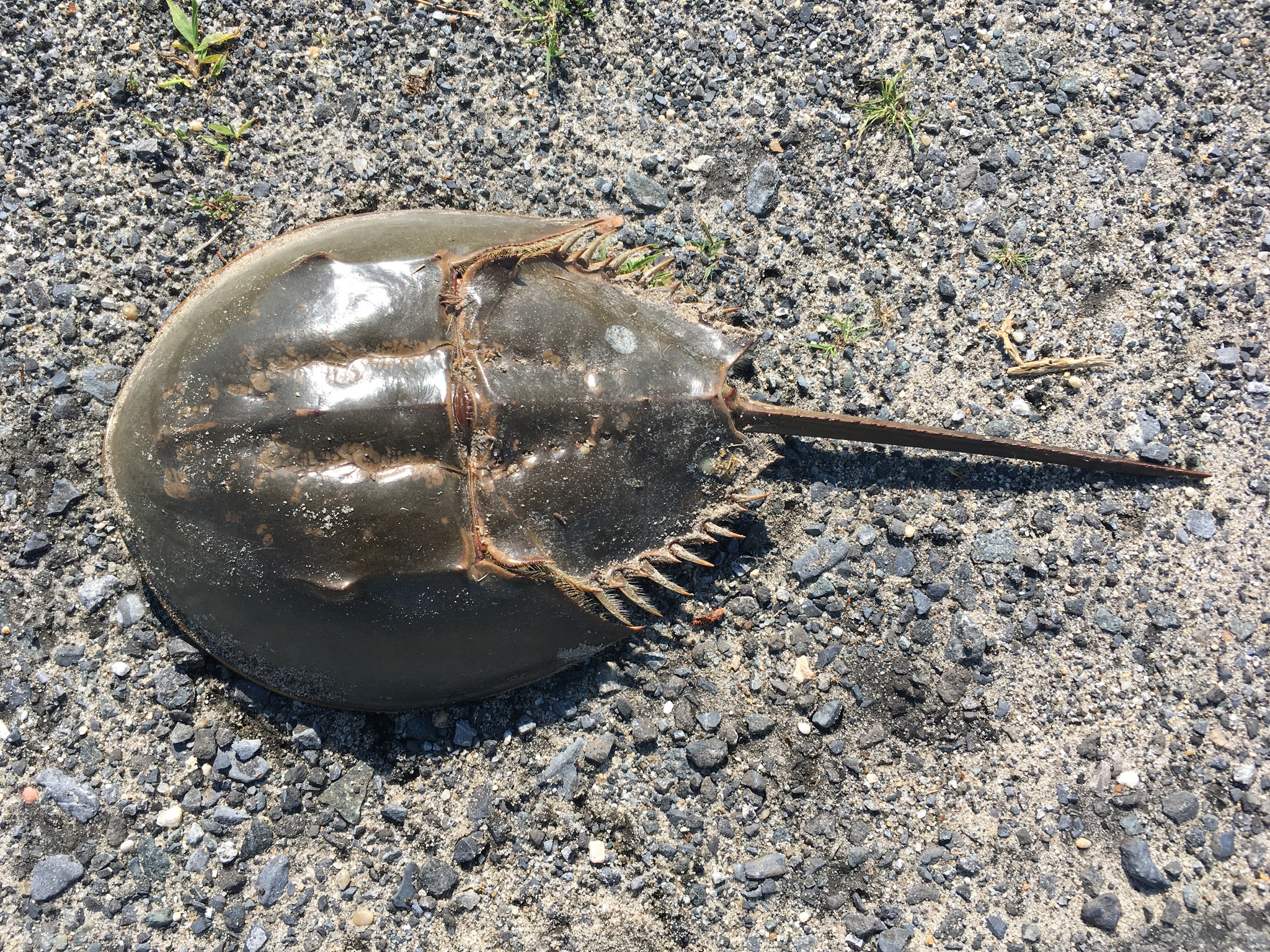
خرچنگ نعل اسبی اقیانوس اطلس (Limulus polyphemus) در شهرستان ساسکس، دلاور

در جغرافیای زیستی و دیرینه‌شناسی، بازمانده (به انگلیسی: Relict)، به جمعیت یا آرایه جانداری گفته می‌شود که در گذشته گسترده‌تر یا متنوع‌تر بوده‌اند. یک جمعیت بازمانده، جمعیتی است که در حال حاضر در یک منطقه محدود زندگی می‌کند که دامنه آن در دوره زمین‌شناسی پیشین بسیار گسترده‌تر بوده‌است. به‌طور مشابه، یک آرایه بازمانده، یک آرایه (به عنوان نمونه گونه یا دودمان دیگر) است که تنها نماینده بازمانده یک گروه قبلاً متنوع است.

## تعریف
گیاه یا جانور بازمانده (یا بقایای) آرایه‌ای است که به عنوان بقایای جمعیتی متنوع و گسترده باقی می‌ماند. بازماندگی (Relictualism) زمانی رخ می‌دهد که یک زیستگاه یا محدوده گسترده تغییر کند و یک منطقه کوچک از کل قطع شود. سپس زیرمجموعه‌ای از جمعیت به منطقه پذیرایی در دسترس محدود می‌شود و در آنجا زنده می‌ماند، در حالی که جمعیت وسیع‌تر یا کاهش می‌یابد یا به‌طور متفاوتی تکامل می‌یابد. این پدیده با بوم‌زادی تفاوت دارد زیرا دامنه جمعیت همیشه محدود به منطقه محلی نبوده‌است. به عبارت دیگر، گونه یا گروه لزوماً در آن منطقه کوچک به وجود نیامده است، بلکه در اثر تغییرات در طول زمان جدا شده یا جزیره‌ای تبدیل شده‌است. عامل تغییر می‌تواند هر چیزی از رقابت با موجودات دیگر، رانش قارهها یا تغییرات آب و هوایی مانند عصر یخبندان باشد.